# Liga de Campeones Árabe 1988
La Liga de Campeones Árabe 1988 es la sexta edición de este torneo de fútbol a nivel de clubes Árabes organizado por la UAFA y que contó con la participación de 12 equipos representantes de África del Norte y Medio Oriente, 2 más que en la edición anterior, incluyendo por primera vez a equipos de los Emiratos Árabes Unidos, Omán, Sudán y Mauritania.
El Ettifaq FC de Arabia Saudita venció al Club Africain de Túnez en la final jugada en Sharjah, en los Emiratos Árabes Unidos para proclamarse campeón del torneo por primera vez.

## Ronda preliminar

### Zona 1 (Área del Golfo)
El Kazma SC de Kuwait y el Fanja SC de Omán clasificaron eliminando a Riffa Club de Baréin.

### Zona 2 (Mar Rojo)
El Ettifaq FC de Arabia Saudita y Al-Merrikh SC de Sudán eliminaron a Al-Ahli San'a de Yemen.

### Zona 3 (África del Norte)
Los partidos se jugaron en Tunisia, Túnez.
| Equipo           | J | G | E | P | GF | GC | GD  | Pts |
| ---------------- | - | - | - | - | -- | -- | --- | --- |
| Club Africain    | 3 | 3 | 0 | 0 | 5  | 2  | +3  | 6   |
| KAC Marrakech    | 3 | 2 | 0 | 1 | 6  | 2  | +4  | 4   |
| Mouloudia d'Oran | 3 | 1 | 0 | 2 | 9  | 2  | +7  | 2   |
| Warf Nouakchott  | 3 | 0 | 0 | 3 | 0  | 13 | −13 | 0   |

| Equipo 1        | Resultado | Equipo 2        |
| --------------- | --------- | --------------- |
| Warf Nouakchott | 0-2       | Club Africain   |
| MC Oran         | 0-1       | KAC Marrakech   |
| Club Africain   | 1-1       | MC Oran         |
| KAC Marrakech   | 4-0       | Warf Nouakchott |
| Club Africain   | 2-1       | KAC Marrakech   |
| MC Oran         | 8-0       | Warf Nouakchott |

### Zona 4 (Región Este)
Los partidos se jugaron en Damasco, Siria del 4 al 10 de agosto.
| Equipo           | J | G | E | P | GF | GC | GD | Pts |
| ---------------- | - | - | - | - | -- | -- | -- | --- |
| Al-Shabab Bagdad | 3 | 3 | 0 | 0 | 5  | 0  | +5 | 5   |
| Jableh SC        | 3 | 1 | 1 | 1 | 2  | 2  | 0  | 3   |
| Al-Dhifatain SC  | 3 | 1 | 0 | 2 | 2  | 5  | −3 | 2   |
| Palestine SC     | 3 | 0 | 1 | 2 | 0  | 2  | −2 | 1   |

| Equipo 1         | Resultado | Equipo 2         |
| ---------------- | --------- | ---------------- |
| Al-Shabab Bagdad | 1-0       | Jableh SC        |
| Al-Dhifatain SC  | 1-0       | Palestine SC     |
| Palestine SC     | 0-1       | Al-Shabab Bagdad |
| Jableh SC        | 2-1       | Al-Dhifatain SC  |
| Al-Dhifatain SC  | 0-3       | Al-Shabab Bagdad |
| Palestine SC     | 0-0       | Jableh SC        |

## Fase de grupos

### Grupo A
| Equipo               | G | E | P | GF | GC | Pts |
| -------------------- | - | - | - | -- | -- | --- |
| Club Africain        | 2 | 2 | 0 | 5  | 2  | 6   |
| Fanja SC             | 2 | 1 | 1 | 4  | 2  | 5   |
| Al Rasheed           | 2 | 1 | 1 | 4  | 3  | 5   |
| Jableh SC            | 1 | 1 | 2 | 3  | 6  | 3   |
| Al Merreikh Omdurmán | 0 | 1 | 3 | 3  | 6  | 1   |

| 21 de octubre de 1988 | Fanja SC               | 2-0 | Jableh SC | Sharjah Stadium, Sharjah |  |
|                       | Khamis 85' · Hamid 89' |     |           |                          |  |

| 22 de octubre de 1988 | Club Africain              | 2-1 | Al-Merrikh | Sharjah Stadium, Sharjah |  |
|                       | Yâakoubi 3' · Abdelhak 25' |     | Riman 7'   |                          |  |

| 24 de octubre de 1988 | Club Africain  | 2-0 | Jableh SC | Sharjah Stadium, Sharjah |  |
|                       | Touati 30' 70' |     |           |                          |  |

| 24 de octubre de 1988 | Al-Rasheed           | 2-1 | Fanja SC  | Sharjah Stadium, Sharjah |  |
|                       | Radhi 32' 53' (pen.) |     | Hamoud 9' |                          |  |

| 27 de octubre de 1988 | Club Africain | 1-1 | Al-Rasheed | Sharjah Stadium, Sharjah |  |
|                       | Touati 55'    |     | Radhi 45'  |                          |  |

| 27 de octubre de 1988 | Al-Merrikh                | 2-2 | Jableh SC                | Sharjah Stadium, Sharjah |  |
|                       | Riman 3' · Abdelghani 79' |     | Shalbi 11' · Shehada 81' |                          |  |

| 29 de octubre de 1988 | Al-Rasheed | 1-0 | Al-Merrikh | Sharjah Stadium, Sharjah |  |
|                       | Radhi 88'  |     |            |                          |  |

| 29 de octubre de 1988 | Club Africain | 0-0 | Fanja SC | Sharjah Stadium, Sharjah |  |
|                       |               |     | Hamoud   |                          |  |

| 31 de octubre de 1988 | Jableh SC   | 1-0 | Al-Rasheed | Sharjah Stadium, Sharjah |  |
|                       | Ramadan 56' |     |            |                          |  |

| 1 de noviembre de 1988 | Fanja SC  | 1-0 | Al-Merrikh | Sharjah Stadium, Sharjah |  |
|                        | Hamid 37' |     |            |                          |  |

### Grupo B
| Club          | G | E | P | GF | GC | Pts. |
| ------------- | - | - | - | -- | -- | ---- |
| Ettifaq FC    | 2 | 2 | 0 | 8  | 5  | 6    |
| Al Shabab     | 1 | 2 | 1 | 4  | 3  | 4    |
| KAC Marrakech | 1 | 2 | 1 | 1  | 1  | 4    |
| Sharjah SC    | 1 | 2 | 1 | 4  | 5  | 4    |
| Kazma SC      | 1 | 0 | 3 | 3  | 6  | 2    |

| 20 de octubre de 1988 | Sharjah SC               | 2-2 | Al-Ettifaq                       | Al Maktoum Stadium, Sharjah |  |
|                       | Mohammed 26' · Thani 85' |     | Saleh 19' · Al-Shaiha 40' (pen.) |                             |  |

| 21 de octubre de 1988 | Al-Shabab Bagdad | 0-0 | KAC Marrakech | Al Maktoum Stadium, Sharjah |  |
|                       | Gorgis           |     |               |                             |  |

| 23 de octubre de 1988 | Sharjah SC | 0-2 | Al-Shabab Bagdad        | Al Maktoum Stadium, Sharjah |  |
|                       |            |     | Mohammed 36' · Hadi 69' |                             |  |

| 24 de octubre de 1988 | KAC Marrakech | 1-0 | Kazma SC | Al Maktoum Stadium, Sharjah |  |
|                       | Kadi 39'      |     |          |                             |  |

| 26 de octubre de 1988 | Sharjah SC               | 2-1 | Kazma SC | Al Maktoum Stadium, Sharjah |  |
|                       | Thani 7' · Al-Arsour 80' |     | Hamza 4' |                             |  |

| 26 de octubre de 1988 | Al-Ettifaq                       | 2-2 | Al-Shabab Bagdad      | Al Maktoum Stadium, Sharjah |  |
|                       | Hamoud 4' · Al-Shaiha 15' (pen.) |     | Jasem 34' · Rahim 44' |                             |  |

| 28 de octubre de 1988 | Sharjah SC   | 0-0 | KAC Marrakech | Al Maktoum Stadium, Sharjah |  |
|                       | Thani · Omer |     | Kadi          |                             |  |

| 28 de octubre de 1988 | Al-Ettifaq         | 3-1 | Kazma SC | Al Maktoum Stadium, Sharjah |  |
|                       | Hamoud 56' 63' 82' |     | Haji 77' |                             |  |

| 29 de octubre de 1988 | Al-Ettifaq           | 1-0 | KAC Marrakech | Al Maktoum Stadium, Sharjah |  |
|                       | Al-Shaiha 70' (pen.) |     |               |                             |  |

| 1 de noviembre de 1988 | Al-Shabab Bagdad | 0-1 | Kazma SC      | Al Maktoum Stadium, Sharjah |  |
|                        |                  |     | Al Rahman 23' |                             |  |

## Fase final

### Semifinales
| 2 de noviembre de 1988 | Al-Ettifaq                                           | 3-1 | Fanja SC         | Al-Maktoum Stadium, Sharjah |  |
|                        | Al-Dbikhi 10' · Al-Shaiha 18' (pen.) · S. Hamoud 31' |     | M. A. Hamoud 75' |                             |  |

| 2 de noviembre de 1988 | Club Africain                   | 2-2 (4-2 p.) | Al-Shabab Bagdad           | Sharjah Stadium, Sharjah |  |
|                        | Rasheed 25' (a.g.) · Touati 55' |              | Almi 49' (a.g.) · Hadi 83' |                          |  |

### Tercer lugar
| 4 de noviembre de 1988 | Al-Shabab Bagdad                      | 3-2 | Fanja SC                   | Sharjah Stadium, Sharjah |  |
|                        | Alawi 28' · Mohammed 58' · Raheem 60' |     | Khamis 80' · Al-Amburi 90' |                          |  |

### Final
| 4 de noviembre de 1988 | Al-Ettifaq    | 1-1 (4-2 p.) | Club Africain | Sharjah Stadium, Sharjah                                   |                                                            |
|                        | Al-Dbikhi 25' |              | Amdouni 18'   | Asistencia: 27 500 espectadores Árbitro(s): Rachid Medjiba | Asistencia: 27 500 espectadores Árbitro(s): Rachid Medjiba |

## Campeón
| Liga de Campeones Árabe 1988 |
| ---------------------------- |
| Bandera de Arabia Saudita    |
| Ettifaq FC 1.er título       |